# خنافس نارية
خنافس نارية أو خنافس اللحاء المسطحة أو خنافس اللحاء المفلطحة(الاسم العلمي: Cucujidae)، فصيلة حشرات من الخنافس المسطحة المميزة الموجودة في جميع أنحاء العالم (باستثناء إفريقيا والقارة القطبية الجنوبية) وتعيش تحت لحاء الأشجار الميتة. تلقت الفصيلة اهتمامًا تصنيفيًا كبيرًا في السنوات الأخيرة وتتألف الآن من 59 نوعًا موزعة على أربعة أجناس.